# 羅德西亞駐葡萄牙代表處
羅德西亞駐葡萄牙代表處（英語：Rhodesian mission in Lisbon）是辛巴威前身實體——羅德西亞（或南羅德西亞）派駐葡萄牙首都里斯本的代表機構，存在於1965年9月至1975年5月之間。羅德西亞原為英國轄下的自治殖民地，1965年11月發表單方獨立宣言後成為未受承認的國家，此前的6月即把其欲開設駐葡代表處、委派代表領導館務，並讓該機關獨立於英國駐葡大使館之外的意向傳達給英國。儘管白廳的英國政府拒不支持該主意，但羅德西亞仍繼續行事，6月底就任命哈利·里德曼（Harry Reedman）為代表處長。此為羅德西亞首次單邊行動，英政府在此後數個月試圖攔阻，但未能成功。
代表處設置事件發生當時，適逢羅德西亞對英爭取主權獨立，但兩國對於獨立的條件爭執不下。白人佔絕大多數的羅德西亞政府堅持根據1961年英國批准的憲法取得國家地位，但英方堅稱，全面獨立實現之前須要先為黑人多數統治的引入制訂時間表。羅德西亞在此案上的立場使之於大英國協內更顯孤立，並自1964年起被逐出國協內部大部分的機構，而羅德西亞軍方更遭主流的英國和美國供應商實施非正式禁運。
羅德西亞自1923年起即為自治殖民地，但對外事務的最終責任仍在英國手上。羅德西亞對立即落實黑人統治的堅決抗拒和對英理想幻滅，驅使其轉而傾向葡萄牙這個領有羅德西亞東西兩鄰——安哥拉和莫三比克的國家。羅德西亞為了證明獨立駐葡代表處的合法性，援引了授權殖民政府自行任命「外交代表、領事或貿易代表到願意接受之國家去」的英國法規，並藉此發起辯論。英方反對說法則指出，羅德西亞涉外事務的最終權限仍為白廳所有，建議將里德曼併為英國駐葡萄牙大使館下屬的羅德西亞領事，但羅德西亞回絕英方開給里德曼的職位，因為其比羅德西亞駐南非代表和駐莫三比克代表的位階還低。
為期數月的英羅對談宣告流產，以及英國經外交手段威嚇葡萄牙的意圖失敗之後，里德曼在1965年9月前往里斯本履新，以獨立於英國的姿態擔任羅德西亞代表處處長。儘管葡萄牙外交部堅稱其在羅德西亞一事中保持中立，並謹慎避免激怒英方，還將「外交」字樣從其授予里德曼和代表處的銜稱中去除，但他們仍因接受了里德曼遞交的委任書而使英國大為惱怒。羅德西亞聲稱過去一直著手在里斯本增設獨立的外交代表處，因此視代表處的正式設立為一項勝利。里德曼上任代表處長兩個月後的1965年11月11日，羅德西亞便進一步單方宣布脫英獨立，辛巴威史暨羅德西亞史學家J·R·T·伍德博士之後遂稱設館事件為「羅德西亞首次獨立和真正的單方行為——名副其實的風吹草動」。羅德西亞代表處一直運作至1975年，才因為此前一年在葡萄牙發生的康乃馨革命而閉館。

## 背景

### 羅德西亞地位及對外事務

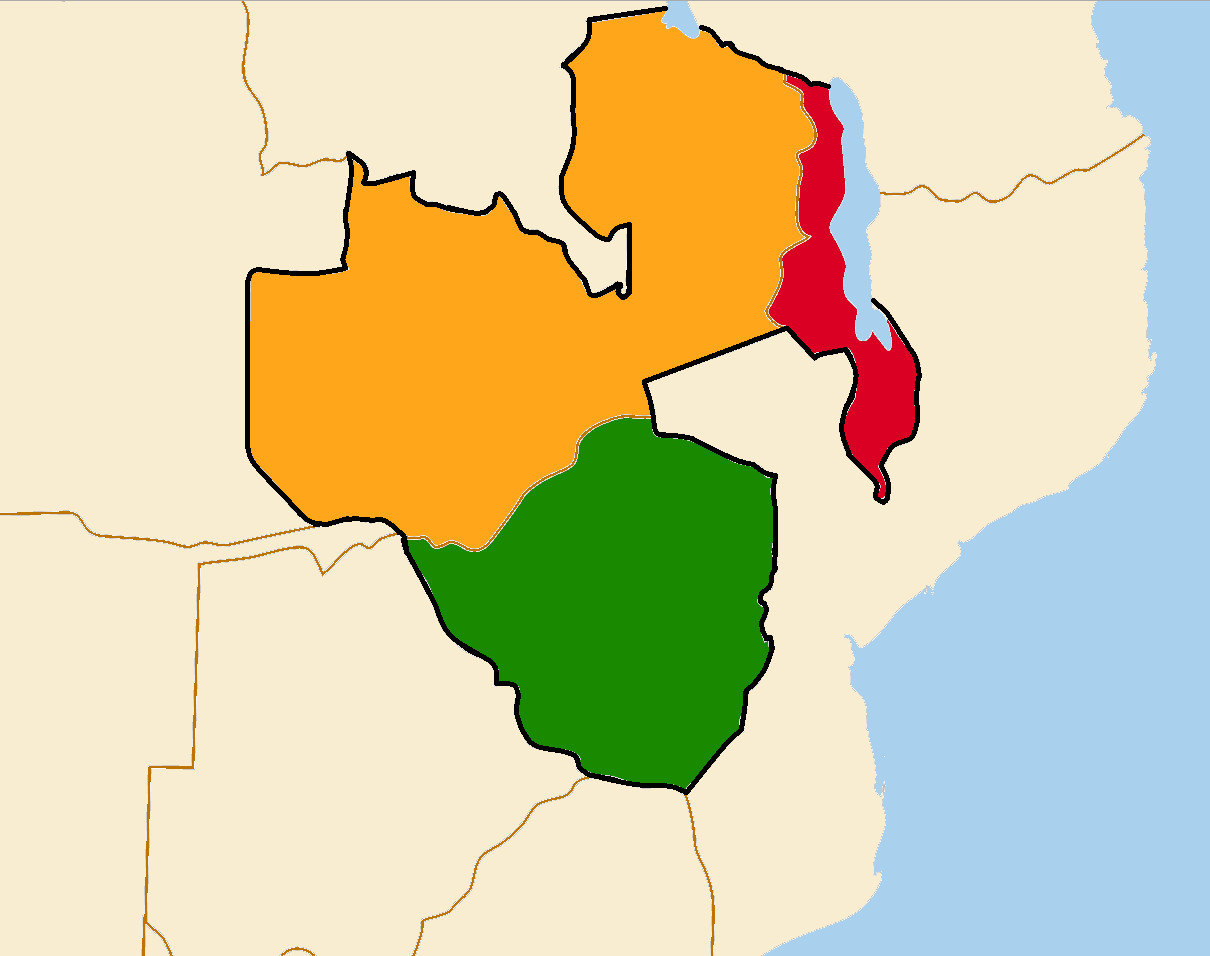
羅德西亞與尼亞薩蘭聯邦版圖（黑線所框區塊）
南羅德西亞（今辛巴威）
北羅德西亞（今尚比亞）
尼亞薩蘭（今馬拉威）

南羅德西亞自1890年代起由不列顛南非公司治理、開發，1923年經英國政府同意成立責任政府後，即變成大英帝國內的自治殖民地。因此南羅首府索爾茲伯里（今哈拉雷）幾乎得以處理所有自身事務，包括防務在內，其對外事務則是少數由英國政府掌有的領域之一。羅德西亞長期作為帝國的自治殖民地，視同一個幾乎等於自治領的特例，帝國會議自1932年起便將南羅德西亞總理和其他自治領的總理納入與會名單，此種特殊狀況在1944年大英國協首相會議取代帝國會議後依然持續下去。
對大部分的南羅德西亞政界人士而言，他們已經有如獨立。藉由自治領的形式獲得全面自治，唯一的實務差異在於索爾茲伯里當局必須挹注更多經費在自己的駐外代表上。1933年至1953年間在任的南羅總理戈弗雷·哈金斯爵士曾認為全面的自治領地位僅屬象徵性質，並且「唾手可得」，視獨立為假議題。他任內兩度拒絕英方暗示賦予自治領地位的提議，反而追求與北羅德西亞、尼亞薩蘭兩個英國殖民地組成一種初期具半獨立性質的聯邦，並對兩地作直接管治。
1953年，羅德西亞與尼亞薩蘭聯邦應當年公投結果的要求成立，而三塊屬地中開發程度最高的南羅德西亞則成為首善之區，索爾茲伯里也兼當聯邦首府。該聯邦創立早期曾擁有英國賦予的數項優待，例如1957年英國一份國會法令使羅德西亞有權任命自己的「外交代表、領事或貿易代表到願意接受之國家去」，只要事先通知英國即可。當中最顯著的一次委派發生在南非聯邦脫離大英國協、成為共和國的1961年，索爾茲伯里當局授權的代表處隨即在南非首都普利托利亞開館，與英國駐南非當地大使館兩相獨立。葡屬莫三比克首府洛倫索馬貴斯（今馬布多）也設有代表聯邦的獨立辦事處，而更遠處的駐外代表則為英國駐西德大使館、駐日大使館和駐美大使館內部附派的聯邦官員。當1963年羅德西亞與尼亞薩蘭聯邦解體談判進行時，大英國協關係大臣鄧肯·桑斯在其發布的意向書中表示，英國法律授予聯邦的權力將會在聯邦終結時移交給南羅德西亞，並同意後者將能繼續保有前聯邦的駐南非代表處、駐葡屬莫三比克代表處及西德波昂、日本東京、美國華盛頓特區三處英國使館下屬的羅德西亞科組。

### 羅德西亞獨立議題及英羅紛爭
1950年代晚期至60年代早期，隨著統稱「變革之風」的國際態勢轉變和黑人民族主義志向日益高漲，羅德西亞與尼亞薩蘭聯邦終以失敗收場。「多數統治前不獨立」的概念顯著根植於英國政界，而英國、法國和比利時等殖民宗主國也大幅加快其撤出非洲大陸的速度，大部分新成立的非洲國家在內戰、軍事政變和其他災難譜成的混亂中，不消幾年就化為一黨獨裁國。對黑人民族主義已存有戒心的羅德西亞當局，因為這些情勢變化而對其更加嫌惡，尤其是招致數千名剛果白人淪為難民流亡南、北兩羅德西亞的剛果危機。1962年，當整個聯邦在尼亞薩蘭要求分離、立即落實黑人統治的疾呼聲中瀕死掙扎之際，國協關係大臣桑斯對羅德西亞聯邦總理羅伊·韋倫斯基爵士表示「我們英國已失去統治意願了」，使其又驚又怒，而韋倫斯基的法務部長朱利安·格林菲爾德（Julian Greenfield）則回擊說「但我們可還沒」。
南羅德西亞最初假定聯邦瓦解後，他們將會最先取得獨立，並且無須對1961年憲法進行重大修正。誠然，1963年早初的跨政府書信使索爾茲伯里方面更加堅信狀況如此。 聯邦解體協定於1963年中簽締，而聯邦也在同年12月31日正式終結。1964年北羅德西亞與尼亞薩蘭獨立，並分別易名尚比亞和馬拉威，由黑人多數政府統治，而南羅德西亞卻因為白人把持要職，遭拒賦予同等待遇，執政的羅德西亞陣線及其支持者因此大為光火。溫斯頓·菲爾德總理也因其未能確保1964年初脫英獨立而辭職下野，副總理伊恩·史密斯於同年4月代之升任總理。
史密斯上任兩個月後即接獲英國政府通知——當年度的大英國協首相會議，自1932年以來將首次不給南羅德西亞保留代表，因為未來的代表權已決定只留給全面獨立的國家，這使史密斯深感冒犯。獨立條件上的爭議也使羅德西亞軍隊的英美兩大傳統供應方著手實施非正式禁運，並促使英國同時切斷對羅經援，美國亦立即跟隨。與此同時，羅德西亞境內各個黑人民族主義運動間的鬥爭在1964年中加劇，導致多名領導人物受到當局拘禁或人身自由限制，其所屬政黨也遭禁制。當1964年10月北羅德西亞獨立為尚比亞後，南羅德西亞將其名號中的「南」字去除，並著手立法使其生效。儘管英國以殖民地不得自行更名為由拒認有關立法，但索爾茲伯里方面仍繼續使用縮簡後的名稱。
強烈反共的羅德西亞政府，拒絕立即落實史密斯總理所謂「將會導致我國毀滅」的黑人統治，並例舉剛果危機等持續中的事件為證。羅德西亞議會的議員仍以白人佔絕大多數，但索爾茲伯里聲稱其所有族群已近乎一致同意，可在1961年憲法下尋求獨立，還援引了1964年後期舉辦的數次民意測驗結果。凡是史密斯總理認為過激的修憲，他都頑強反對，並視之為攸關國家及區域安全的大事。據其回憶錄所述，史密斯致力防範「魯莽過急的一人一票制及所有相應而生的貪腐、裙帶關係、亂局和經濟災難，我們已在周邊每個鄰國都目睹了這些」。英國首相哈羅德·威爾遜的工黨內閣經1964年10月大選取代保守黨執政後，對羅德西亞的民調不予採信，堅持要以多數統治作為獨立條件。大英國協屢次敦促英國，一旦羅德西亞繼續挑釁就直接干預，而英國國內的自由主義陣營則擔心，若放任索爾茲伯里不管，有可能使當地走向南非式的種族隔離管治。

### 葡萄牙對英關係及對羅關係

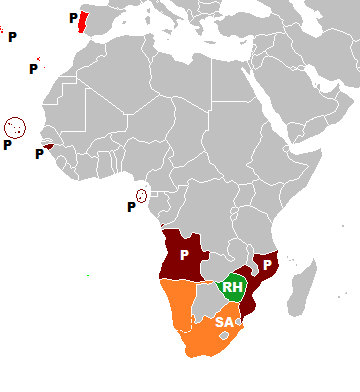
1960年代的羅德西亞、葡萄牙和南非在非洲南部共構成英國所稱的「目中無人的互助集團」。
羅德西亞（圖中代號RH）
南非（圖中代號SA）
葡萄牙在非屬地（圖中代號P）

英國決策者視葡萄牙為傳統友邦——英葡同盟可遠溯至1386年，兩國也同為北大西洋公約組織和歐洲自由貿易聯盟會員國，但共產集團和亞非遊說團在聯合國內的實力結合，迫使英國撤回其在1960年代早期對多大陸之葡萄牙第二共和政權（史稱「新國家」）的支持。1961年安哥拉爆發的葡萄牙殖民地戰爭，使葡國在其非洲疆域與數支游擊集團展開互鬥——當中大部分贊同共產政治思想。聯合國內的普遍共識是徹底反對所有形式的殖民主義、支持共產主義在區內各地所援助的起事，並視其為種族解放運動。英國雖反對共產主義浸入非洲南部，但也知道其若公然與上述共識唱反調，就會淪為國際棄民。英國從事的平衡措施因而顯得彆扭笨拙，可能使其於無意反葡的情況下，卻貌似與之對立。
英國對羅德西亞的立場也受到類似的影響，英政府無法一邊放棄「沒多數統治就無獨立」政策，一邊避免國際騷動。另一項促成因素是坦尚尼亞總統朱利葉斯·尼雷爾對英國非洲政策超乎比例的左右能力，尼雷爾熱烈主張刻不容緩地在全非落實多數統治，並聲言必要時不惜動用軍事武力達成目標。1960年代至70年代的英國政界人士，幾乎在每項關於羅德西亞的議案制定上都對他言聽計從。英國在後聯邦時期曾試圖抑止羅德西亞進一步跟南非和葡萄牙結盟，無功而還後才逐漸了解到英國在該區的影響力非常有限，而此三者卻維持緊密聯繫。1965年一份英國政府備忘錄更將三者形容為「目中無人的互助集團」。
羅葡關係方面，史密斯總理與葡國總理安東尼奧·德·奧利維拉·薩拉查迅速發展友好關係。1964年9月兩位總理在葡首次會面時，發現彼此之間於若干議題上享有共同觀點，包括各自國內的種族關係、英國對大英國協的管理，及史密斯口中「自由世界列強」面對史、薩兩人眼裡勢不可擋的共產主義擴張時所展現的「自滿」等等。薩拉查聽聞史密斯贊同獨立的論點後，私下承諾葡萄牙會全力支持。羅德西亞陣線其後於1965年5月舉辦新一輪大選，將爭取獨立作為競選承諾，結果順利在大選中勝出，並且囊括議會內全數50個甲類選民名冊（'A' Roll）席次。一週之後，威爾遜首相會見葡萄牙外交部長阿爾韋托·弗朗哥·諾格拉，就葡羅間的秘密交涉加以質問，但諾格拉對此一概否認。

## 羅德西亞尋求英方許可在葡設館

### 羅德西亞總督演講（6月9日）
羅德西亞陣線在1965年5月取得決定性勝選後，立法議會於6月9日由英國指派的南羅德西亞總督漢弗萊·吉布斯爵士開幕，自該屆議會起成為羅德西亞首位黑人正式反對黨領袖的約書亞·貢多，已可在議事堂中與史密斯總理和全為白人的羅德西亞陣線對席而坐。儘管吉布斯在羅德西亞代表英國皇室，但終其一生有大多數的時間都是在地居民，他同時跨足兩個陣營，並自認同時效忠羅德西亞和千里之外的國君。在開議大典上，吉布斯對議會表示羅德西亞陣線更臻強化的多數黨地位意味著「率領國家邁向全面獨立的義務」，隨後又在同場演講中將之稱為「我們的獨立」。

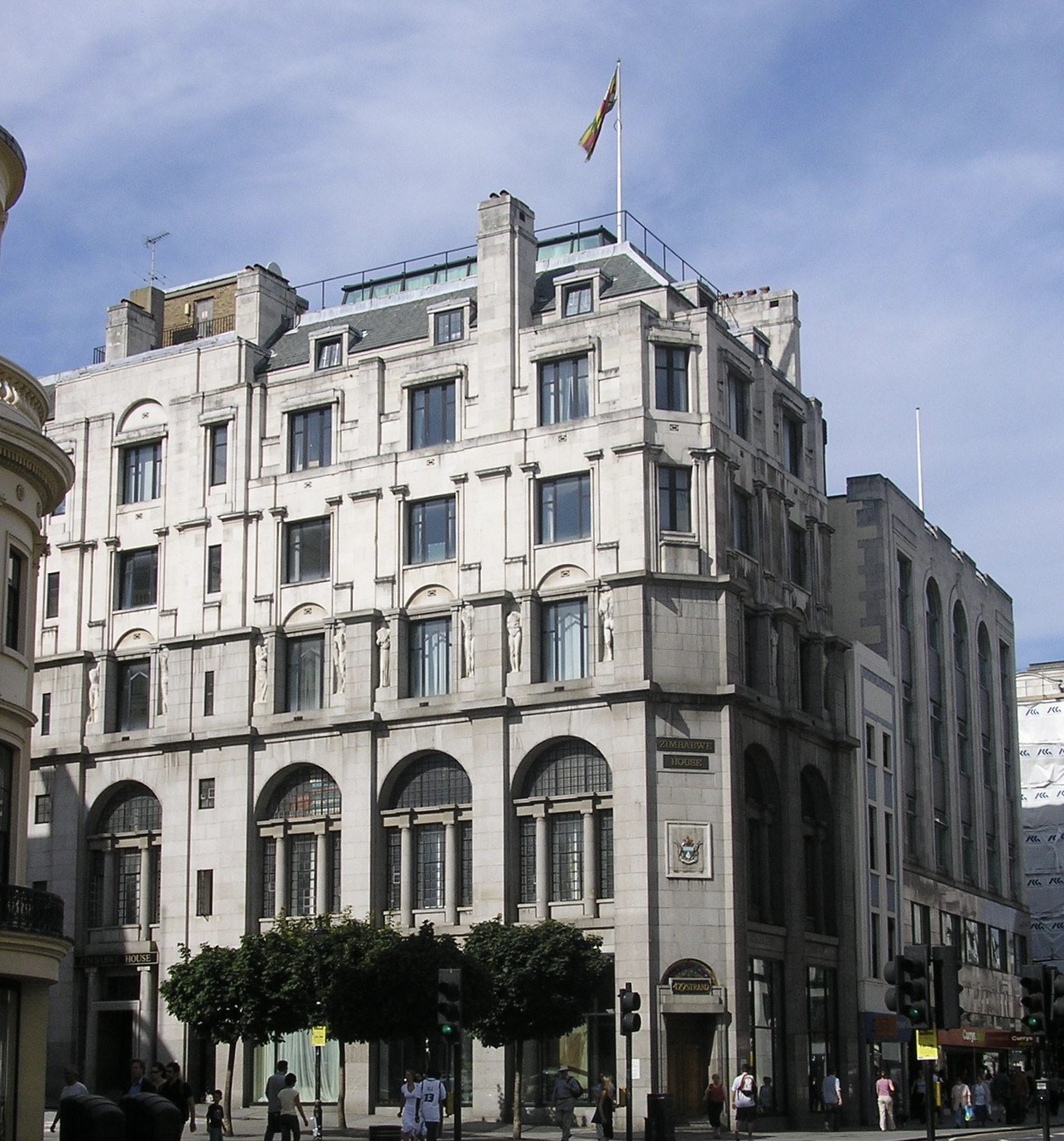
英國倫敦的羅德西亞大廈（今辛巴威駐英國大使館）曾是該殖民地的駐英高級專員公署所在地。

吉布斯總督接著指出，羅德西亞希望盡其所能、與近鄰發展出最好的關係，並表示他已得到政府通知，說政府將採納葡方在近期會談中提出的建議，於實務可行的情況下儘快到葡國首都里斯本設置外交代表處，此一言論令英國觀察家們瞠目結舌。羅德西亞駐英國高級專員埃文·坎貝爾（Evan Campbell）亦於當天要求英政府批准哈利·里德曼出任羅德西亞駐葡「授權代表」，理據則是允許舊聯邦派員駐外的1957年法令仍能依國家繼承原則適用於羅德西亞。在羅德西亞眼中，此事已獲得1963年英國國協關係大臣桑斯發出的意向書證實。歷史學家J·R·T·伍德博士稱此事是「羅德西亞首次獨立行為和真正的單方行為——名副其實的風吹草動」。

### 羅德西亞設館動機
除了增固葡羅關係之外，里斯本派遣案的背後目的是使羅德西亞這個非洲國度能於英國勢力可及範圍之外的歐洲設立外交據點，並幫助索爾茲伯里當局在歐陸覓得新的貿易夥伴和外交同盟。除此之外，羅德西亞也想要彌補其在英美不宣而行的武器禁運下造成的軍用裝備短缺。曾任羅德西亞移民觀光部長的里德曼，為英國皇家空軍退役軍官及轟炸機研究者，又有當過工程師和商人的經驗。羅德西亞政府認為，上述資歷正是一位擔當歐洲飛機、武器等其他裝備的獲取工作，及在歐陸代表羅德西亞利益的人選所需具備的要件。
英國殖民地自由運動領袖布羅威勳爵相信，羅德西亞在里斯本一事上故意違逆英國，在國際社會眼中是為了主張實質獨立。他於英國民主社會主義週刊《論壇》上撰文指出「倘使索爾茲伯里獲准在外邦首都索取外交權，其主權主張也就得到接受了」。

### 英方回絕
坎貝爾高級專員的的要求使英方顯得毫無防備，超過一週沒有做出回應。與此同時，由於坎貝爾屆將退休，羅德西亞政府遂於6月10日將之撤換，新任駐英高級專員安德魯·史金陸軍准將則於6天後進駐坎氏在倫敦河岸街429號的辦公室——羅德西亞大廈（Rhodesia House，今辛巴威駐英國大使館）。
羅德西亞政府決心確保里德曼能儘速就職，在6月19日公開表示其將依據英葡兩國的批准，在7天內任命他。白廳當局仍未採取行動，英相威爾遜同其國協關係大臣亞瑟·巴譚里此時正忙著在首相鄉間官邸契克斯款待大英國協元首。
巴譚里的辦公室在其暫離期間探究了此事，決定羅德西亞駐南非代表可予保留，但不得允許其增派駐葡代表。他們的結論指出，雖能接受改派領事，但僅得作為英國大使館一員。巴譚里直至6月25日接到其辦公室來電時才獲知事件發展，但他仍未採行任何動作。羅德西亞不願繼續等待，翌日就確定了里德曼的任命，使威爾遜首相為之震怒。巴譚里大臣至此才開始行動，在6月29日時將其麾下部門的決定通知羅德西亞，雖然提供他們英使館領事官的職位，但拒絕准設獨立的辦事處。

## 早期交涉

### 羅德西亞所欲幻滅；英國實施拖延策略

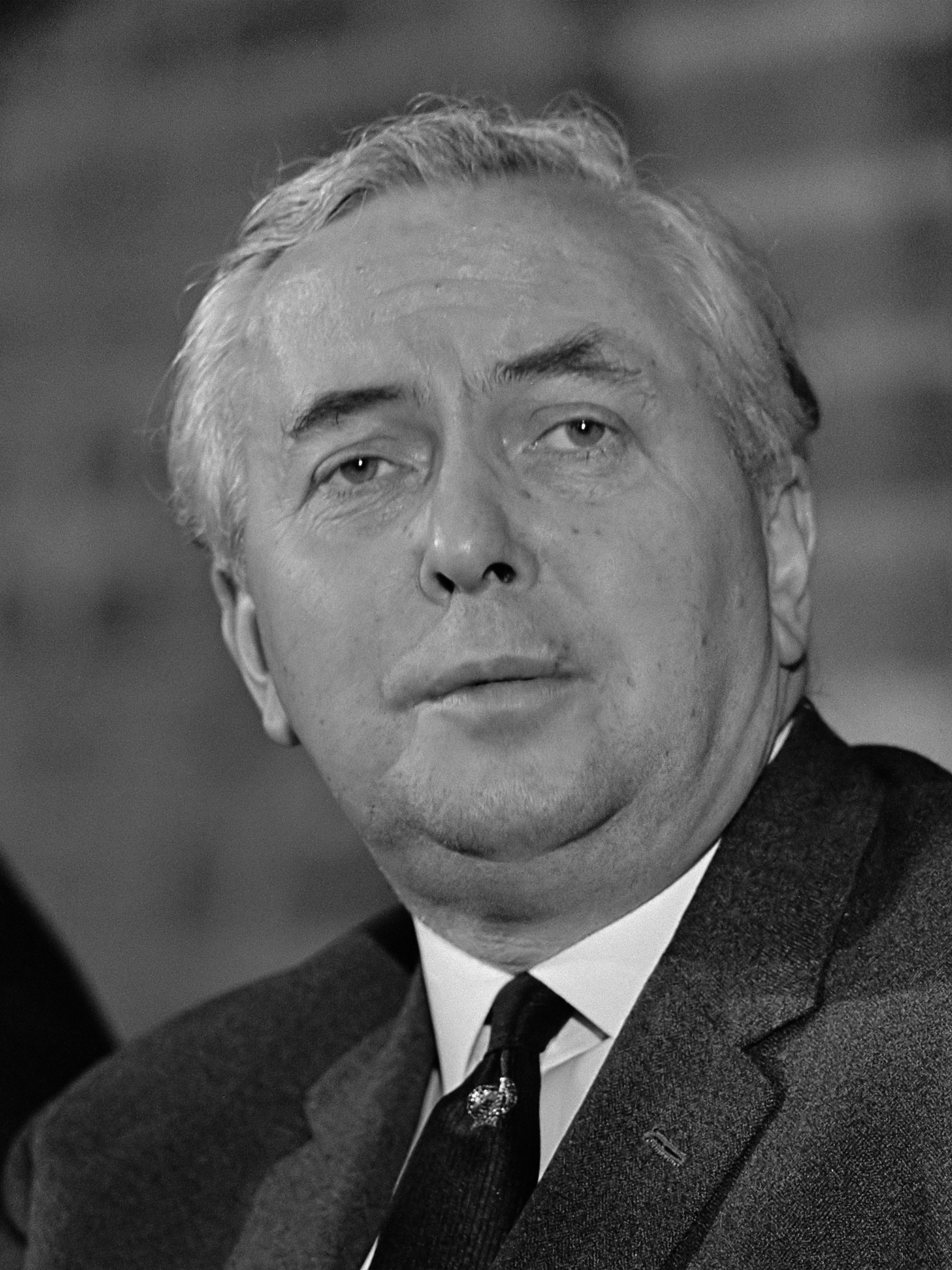
英國首相哈羅德·威爾遜對羅德西亞總理伊恩·史密斯採行拖延招術，相信能夠藉此使之屈從。

英羅獨立會談持續兩週後，尚未大幅提及里德曼處長任命案，而英方關注的討論焦點更側重於羅德西亞可能進行的單方獨立宣言。6月30日，史密斯總理對羅德西亞議會發表了語帶挑釁的演說，抨擊英國應對大英國協新進成員國的方式，又稱這些國家過度影響英國在非政策。他聲稱，英國不顧一切地想避免國際性羞辱及同時而生的組織崩解，就試著姑息較不顯要的成員國來使之凝聚。史密斯表明其蔑視之意時，還誓言要繼續談判，並表示他不相信英國有心要擔保其所明言的方針。
威爾遜首相的大臣們為了應付堅定不移的史密斯，採取阻挫及拖遲方案：英方將漫無止境地掣肘他，久久才偶爾重申立場，藉此保持著繼續協商的表象，冀望史密斯能因此罷休，或是讓他的內閣對其談判能力終失信心，換一個更溫順的人來取代。伍德寫道，威爾遜、巴譚里及同時代的工黨正「分心於自身的政治議程」，完全不知道羅德西亞那時對英國大失所望的程度。如哈金斯前總理事後所述，實際上「被逐出大英國協」的索爾茲伯里已經醞釀出一種堡壘心態，驅使其趨向單方行動。伍德博士總結說，英國維持的拖延戰術實為誤判，只是加劇了羅德西亞政府的疏離感。
7月26日，布羅威勳爵在英國上議院就羅德西亞聲明一事質問殖民地次官泰勒勳爵，爭論說里斯本遣使案一旦未能阻擋，是否就意味著在「事實上」承認羅德西亞為獨立國家。泰勒的回應指出英國仍有義務維護其對羅德西亞外務的最終權限。布羅威接著詢問羅德西亞如何獲得獨立的駐南非辦事處；他表示這豈不開了「相當危險的先例？」。泰勒答覆道，1961年南非退出大英國協之前，即與羅德西亞在彼此的首都互駐高級專員，英國其後才會特准羅德西亞保留其駐南非代表處。他強調這件事在英國眼中並非駐葡代表處的可循先例。

### 英國派遣休斯國務大臣赴羅（7月22日－27日）
英國決定在7月早期派遣國協關係部的國務大臣到羅德西亞參加會談，但花了一段時間在巴譚里和其副手——克萊德溫·休斯國務大臣間選定人選。威爾遜首相認為此事至為急迫，因為他聽見一道傳聞，說羅德西亞可能在其主要國定假期羅德西亞日（當年為7月12日）宣布獨立，不過事後又證實此聞有誤。7月15日，英國駐羅德西亞高級專員約翰·貝恩斯·強斯頓奉命在索爾茲伯里替史密斯總理和休斯規劃為期一周的會談，並獲准在史密斯堅持會見巴譚里時使其屈服，但這招最終失去必要；史密斯於18日回電接受休斯來訪，英方代表團則於4天後抵達索爾茲伯里。
當週的討論進展快速，但直至休斯國務大臣、強斯頓高級專員於7月26日會晤史密斯、羅德西亞副總理克利福德·杜邦和貿工部長喬治·路德蘭（George Rudland）時，才論及里斯本遣使案。杜邦副總理展開此話題時，首先提出了1963年桑斯國協關係大臣的聲明，聲明中明示羅德西亞能夠保留舊聯邦獲授之任何權力，他藉此論證1957年賦予的、只要知會英方即可自行派遣駐外代表的能力也理當包括在內。杜邦又說葡萄牙已表明願意接受羅德西亞外交官，因此羅德西亞政府在其權限內的表現已經堪稱完美。
休斯反駁說他並不相信1957年文獻中的措辭真有授權羅德西亞、使其可以不先獲得英方贊可就逕派代表駐外。他說國際可能將里德曼的任命看成羅德西亞外交形象的升級，也可能損及英國名聲，進而使進行中的獨立談判對雙方而言更加困難。休斯再次提出巴譚里先前提供的英國大使館領事職位，補充說出任領事者不必駐在大使館內，只要他名義上從屬於大使館，就可以在別處自設辦事處。
史密斯答道，就其理解而言，羅德西亞雖然需要通知英國政府，但英方事先同意卻非必要。他說如果英方還爭論這點的話，那1957年的委託書顯然就毫無意義。杜邦接著再度開口，駁斥了「羅德西亞代表處應為英國大使館下屬領事機構」的想法。休斯回以嚴詞，稱1957年公文並沒有讓羅德西亞能自由掌理外務，並警告他們，還想要尋求共同基礎的話就得更加通融。史密斯亟欲避免公開衝突，而告訴杜邦重新斟酌語調，並另覓話題。
休斯在7月27日離開前，又會見了數位羅德西亞人士，但大部分時間裡均未將里斯本案納入議程。杜邦在休斯剛出境前，就發聲明表示里德曼將在8月1日上任，並將得到葡萄牙政府「熱切歡迎」。休斯立刻打了一通簡短的電話給史密斯，對此表達責難，但在當天傍晚離開羅德西亞前也無法多做什麼。7月29日，史密斯答覆媒體詢問時，一併評論了里斯本和獨立談判兩議題。他表達說，其相信羅德西亞在與休斯對談的期間，獲得了前所未有的更大進展，但又對其加以限定，表示唯有威爾遜首相對休斯收到的提案做出答覆，才能顯示這點屬實。史密斯又說，他雖然認為英方殷切想要解決獨立議題，但也不相信其方針有所更易，並宣稱說自己和羅德西亞陣線絕不改變立場。當話題轉到里斯本上後，史密斯強調此案與獨立爭議兩相分離，又駁回了杜邦兩天前的公告——他表示里德曼的任免令在另行通告之前將維持暫定。

## 英羅敵對加深

### 巴譚里國協關係大臣出訪西非，羅德西亞猜忌激增
1965年8月上旬，巴譚里國協關係大臣出訪西非，於迦納和奈及利亞發表的數場演說中再三重申多數統治的立即落實是羅德西亞獨立的絕對要件。他排除在羅德西亞單方宣布獨立時用兵，改而訴諸經濟制裁來終結此類叛變。當時在獄的馬列主義政黨「辛巴威非洲人民聯盟」領袖喬舒亞·恩科莫立刻對巴譚里摒棄動武一事大加批判，說這顯示英國對羅德西亞的去殖民化並不認真，因為其還有別的非洲殖民地。與此同時，巴譚里的評論也增加了反英情緒。史密斯在回憶錄裡直言不諱地形容此氣氛，譴責英國「在搞便利姑息的政治」，他寫道「我們一等再等... （但）英國根本沒準備要做出明確決定」，「他們先找道德敗壞的共產獨裁國磋商，然後才給我們回應」。就連羅德西亞政府內一些原本未有明確取態的成員，也開始因為沒有進展而感到不滿，逐漸將單方宣布獨立之路視為唯一可行的方案。然而里斯本仍是當下的爭論焦點所在，而羅德西亞對此議題則變得更加堅決和寸步不讓。

### 強斯頓高級專員－史密斯總理會談（8月18日）

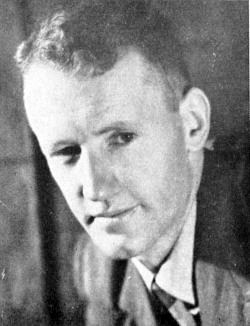
羅德西亞總理伊恩·史密斯提議透過法律仲裁來解決里斯本設館案，但英國予以拒卻。

史密斯總理於8月18日上午時與英國駐羅高級專員強斯頓安排了會面，並在席上通知強斯頓說他已在杜邦副總理、數名法務顧問及羅德西亞高等法院一位法官的協助下對里斯本遣使案進行了全盤考慮，得出的結論是杜邦對其闡釋正確無誤。史密斯因而確信，里德曼的任命只要葡萄牙同意就為合法。兩人接著進行了長時爭辯，雙方均不願動搖。史密斯說自己一直試著要從柔有禮，但他和政府已經認為必須表態了。他又表示羅德西亞向葡方表明了提名代表的確切本質、又將意圖告知英方，已經滿足了所有的法律義務。
強斯頓立即反斥史密斯的論點，斷言羅德西亞和舊聯邦均未實施這類派遣（儘管前聯邦政府已設有駐南非代表處和駐葡屬莫三比克代表處，而兩者均由羅德西亞保留）。強斯頓總結說羅德西亞貿然試著自抬國際地位，並表示之前的委託書是用來讓英羅兩方在白廳的最終權威支配下合作，並未讓羅德西亞有權在外務領域上隨心所欲，尤其是當其選擇的方針與英國的方針背道而馳的時候。強斯頓試著威脅史密斯，語帶嚴肅地詢問這位羅德西亞總理為何要冒著造成國際事件的危險來故意忤逆英國。史密斯回答，英國在過去一年半以來已數次輕蔑以待羅德西亞，索爾茲伯里不會再買帳了。對談又以這種方式持續了一會，史密斯提出建言，由一位英國法官和羅德西亞法官來聯合審視相關公文，但遭強斯頓所拒。會談結束後沒有達成任何共識。

### 巴譚里返英
羅德西亞媒體在8月下旬對里斯本爭議進行了密集報導，預測英國、葡萄牙或羅德西亞均不會打退堂鼓。大部分記者相信英國當局將採強硬方針，但很少有人了解該國實際上能怎麼阻止里德曼履新。8月20日，巴譚里在奈及利亞的拉哥斯開最後一場會議時發表談話，並重複了之前他就英國對羅立場所述的一切內容。三天之後，回到倫敦的巴譚里重申他先前在里斯本一事上的態度，說他樂於在英國大使館內納入羅德西亞館員，但僅此而已，同場受訪中還表達其相信威爾遜首相在前年10月時拿經濟相關後果來警告索爾茲伯里，進而阻卻了羅德西亞的單方獨立宣言。8月27日，史密斯在羅德西亞的圭洛形容那次發言「難以置信」，他說他的行政部門當時根本沒考慮宣布獨立，但現已有此打算，並相信英羅關係已經陷入有史以來的最低潮。他敦促英國儘快回到談判桌上。

## 英方阻止派遣案

### 威爾遜首相決心對葡挑戰
英國繼續採取拖延史密斯總理的戰術。1965年8月底時的他們仍不認為羅德西亞單方宣布獨立是立即性威脅，因而聚焦於該殖民地在里德曼和駐葡代表處上對殖民母國的持續違抗。8月30日，強斯頓高級專員替巴譚里大臣的國協關係部概括了英方對此議題的立場。他說，羅德西亞據他所知已在聯邦解體前接獲通知，稱其能夠保留先前聯邦的對外事務相關權力，但這樣的委託必須從屬於英方判定之下，未經事先密集商討或未與英國方針一致就不得行事。
強斯頓重嘆，羅德西亞顯然對其駐葡辦事處已有起碼的實務安排，替代表處預先承租場地也在所不惜。他重提了8月18日自己對史密斯所做的主張，也就是一再說明舊聯邦政府並未主動進行派遣。他接受羅德西亞的獨立駐南非代表，但又辯稱其為南非強行退出大英國協所致。強斯頓並沒提及羅德西亞（前聯邦）駐葡屬莫三比克辦事處，伍德評論說該辦事處可能被認為是「給葡萄牙開先例」。
9月5日，索爾茲伯里的《週日郵報》（Sunday Mail）報導稱史密斯對里德曼在葡萄牙的無條件獨立地位堅守立場，又指葡方已經接受其駐節。英國外交大臣麥克·史都華德反應驚憂，緊急召見了休斯國務大臣和英國駐葡萄牙大使阿奇博爾德·羅斯爵士（Sir Archibald Ross）。休斯與會時建議大力斥責葡萄牙，堅稱駐葡代表處意味著給羅德西亞「令人悚然的獨立」，因此必須要阻止。
羅斯大使不表贊同，勸說這只會危及英葡關係，這樣的前景也會因為兩國在北約、歐洲自貿聯盟等組織同為成員，而變得不受歡迎。此外還有更多受到危及的事項，包括為值4,800萬英鎊的英國對葡貿易盈餘，以及葡萄牙鐵路正在向英國電氣公司購入的50輛柴油機車。葡萄牙尚於亞速群島提供北約使用戰略性關鍵空軍基地，但缺乏條約保護。在這樣的趨勢下，葡萄牙當局可能將之關閉。
休斯強調，他們已經無法再用任何招式來直接阻擋羅德西亞了；其已威脅說要驅逐英國駐美大使館裡的羅德西亞代表，卻無法奏效。僅剩的可用方法就是採行更堅決的對葡方針。兩天後的9月7日，威爾遜首相同休斯和史都華德商討此事，並同意他們依照結論行事。

### 強斯頓高級專員－史密斯總理會談（9月8日）；設館確定
同在9月7日當天，巴譚里國協關係大臣致信史密斯總理，表示他和威爾遜首相因為獨立和里斯本遣使兩案的進展缺乏而感到氣餒。雖然他願意親自訪羅，但直到10月之前都無法動身，因其需出席9月26日定於黑潭開辦的工黨大會。9月8日早上，強斯頓高級專員告訴史密斯，如果里德曼繼續赴葡、公然漠視英國所望，就會給未來的獨立談判帶來負面影響。強斯頓又斷言說，羅德西亞遲未對派遣案進行修正，也會導致不良後果。他最後則下達威脅，稱羅德西亞若不克制，就要驅逐羅德西亞駐美、駐日和駐西德代表。然而史密斯仍不為所動，他堅稱任何與里斯本關聯的延宕都是英國的錯，並叫強斯頓等著去看羅德西亞立法議會的午會，聽杜邦副總理正式宣布里德曼的任免令，以及羅德西亞的背後解釋。
史密斯表示他了解英方會因此感到苦惱，但他和他的政府已經不願再等了。他提醒強斯頓，自己一再表示會尊重公正仲裁小組的判決，但英國每次都回拒此一想法。他因此認為有必要循從他自己的法務顧問團隊所提的建議——即此次派遣案合法，他的政府不能接受一個比駐南非或駐莫三比克代表位階更低的駐葡代表。他並回駁了強斯頓說要驅逐羅德西亞駐德、駐日、駐美代表的威脅，表示羅德西亞對葡萄牙和對南非的關係重要得多，因為此兩者為羅德西亞最近的鄰國。
強斯頓出言抗議：英國的主權不可屈從於任何外部判決之下，所以英國不能參加史密斯形容的這類司法調查，而且根本就沒什麼好仲裁的事。史密斯還是堅定不移，他質問道，如果白廳的大臣們確信自己正確無誤，那為何還要這麼固執地避免法律仲裁？他發誓若仲裁小組的判決對他不利，就會放棄這件事，但毫無結果。強斯頓回答，這樣他能做的就只是致電白廳，說里德曼即將獲得任命。杜邦副總理當天下午立刻予以批准，告訴羅德西亞議會葡方已經接受設館。

### 英國動員北約支援反葡；葡萄牙堅稱中立

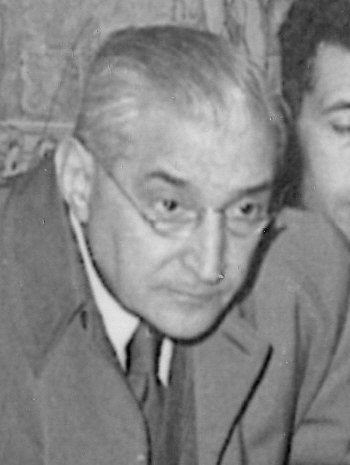
葡萄牙總理安東尼奧·德·奧利維拉·薩拉查是羅德西亞政府的堅定支持者，但卻對外宣稱其中立方針。

與此同時，英國的史都華德外相、羅斯駐葡大使正在與葡萄牙外長諾格拉、駐英代辦若澤·德·維拉斯-波亞斯·德·瓦康塞洛斯·法利亞（José Manuel de Villas-Boas de Vasconcellos Faria）議論。9月8日，諾格拉外長表示葡萄牙雖然接受里德曼出任羅德西亞代表，但並沒明定其地位為何，因為他們認為此問題純粹是英羅之間的事，想在其中保持中立。諾格拉說葡萄牙就他看來並沒有傷及英方利益。史都華德外相則堅定地告訴他，英國希望葡萄牙在24小時內發聲明表示只要里德曼不當英國大使館館員，他們就不會與之交涉。諾格拉回應，葡政府將不給予里德曼正式外交承認，而杜邦副總理也了解這點。羅斯大使馬上提出威脅，若葡方不徹底解釋其作為，就要把北約捲入此事。諾格拉語帶冷淡地說他對此很是驚訝；他回答道，如果英國這麼想把里德曼列為英使館館員，由他們說了算。他堅持葡萄牙在此事上完全中立。
英國大力集結其他北約成員國在里德曼的事情上出面反對葡萄牙。法國告誡說北約施壓不太可能對該事產生結果，但比利時駐北約代表安德烈·德·史塔克在9月11日同意反對葡總理薩拉查。薩拉查與德·史塔克會面時，否認葡萄牙有給羅德西亞自己的代表處，並表示其中有所誤會。薩拉查又說，因為里德曼持用羅德西亞發行的英國護照，因此葡萄牙在他抵達時不會阻撓入境。9月14日，葡萄牙外交部發表聲明，說英方若要拿羅德西亞的事到北約挑戰葡萄牙，葡方就會「極其堅然反抗任何想給葡萄牙歸咎特定責任、或是批判葡萄牙立場的意圖」。
同在當天，英國正式將此案上報北約最高政治決策機關——北大西洋理事會，葡萄牙駐北約代表瓦斯科·達·庫尼亞（Vasco da Cunha）指出，既然羅德西亞駐葡屬莫三比克、駐南非和駐英辦事處均已存在，那此事就是英羅之間的事，不關葡萄牙的事。羅德西亞純粹是要求讓里德曼擔任駐葡代表辦事處長，而他並不會遞呈國書。達·庫尼亞又說，如果羅德西亞方面對此有所誇大，那也非葡萄牙所關切。義大利、比利時、丹麥、法國和美國駐北約代表站在英國一方，集體要求達·庫尼亞叫葡萄牙政府在里德曼未經英國核可時，就要公開宣布不接受他。達·庫尼亞拒絕照辦，說這只會激怒他的國人，「因為他們的盟邦為了過去的自身利益而忽視他們」。本次會談沒達成共識，遂以破裂告終。英國政府對會上的親英情緒感到滿意，而葡萄牙仍舊無動於衷。

## 代表處設立

### 里德曼處長赴葡履新

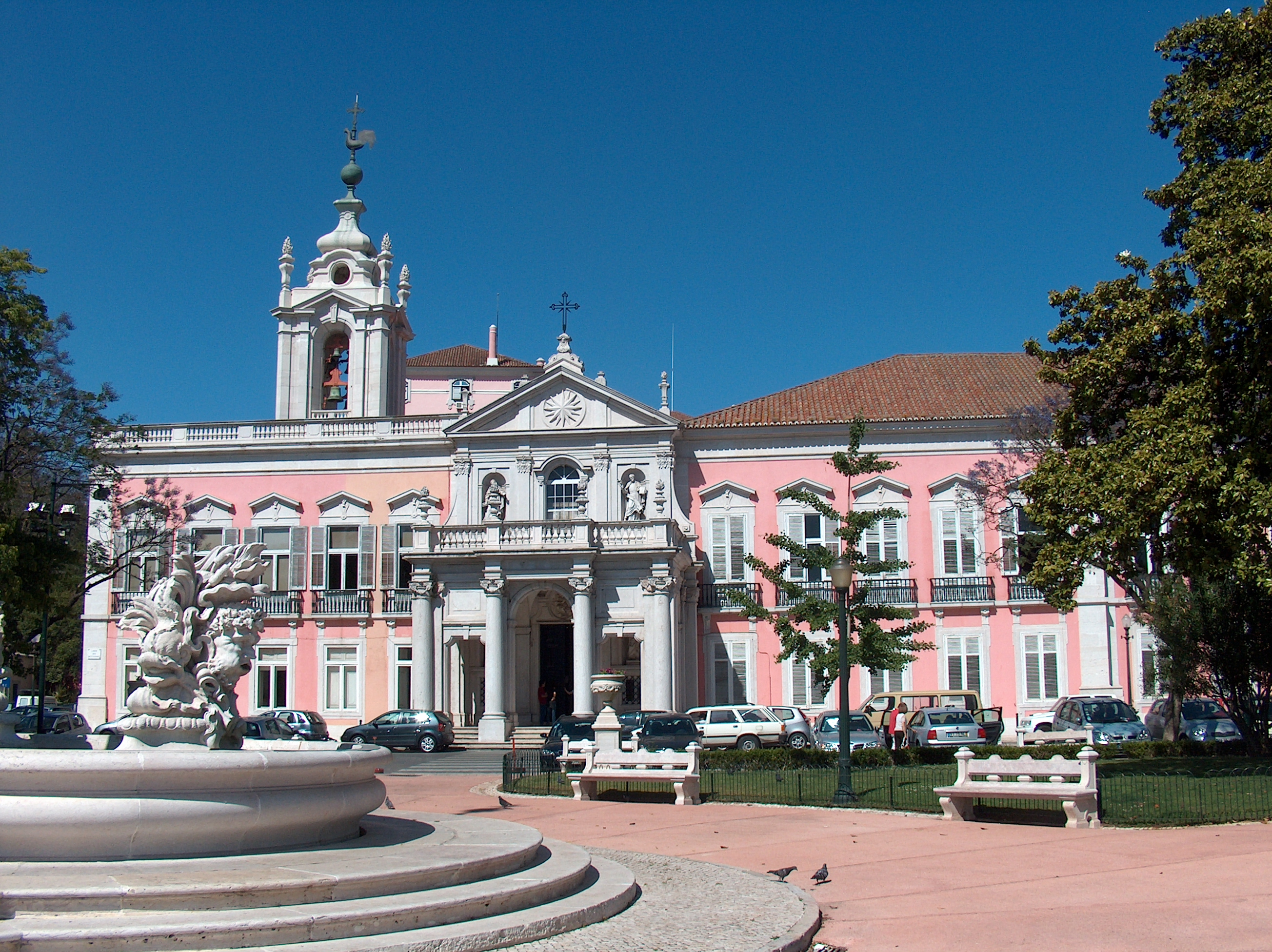
葡萄牙外交部所在地內塞西達迪什宮，里德曼上任代表處長時即於此遞交委任書給葡萄牙外交部長阿爾韋托·弗朗哥·諾格拉。

里德曼於倫敦待了一週後，在1965年9月15日飛抵里斯本波爾特拉機場，由葡萄牙外交部禮賓助理司長盧伊斯·夸爾廷·巴斯托斯（Luis Quartim Bastos）及早前兩週到達的3名羅德西亞官員在場迎接，英國駐葡大使館則未派人出席。巴斯托斯向一名記者表示，他是代表諾格拉外長來機場給里德曼「使領館館長抵達時的典型歡迎」。里德曼翌日表現出舒切樂觀之情，表示「我們（葡萄牙和羅德西亞）在任何方面都有共同之處」，「包括生存意志、對海外實勢的體認，對我們在做的事也更加富有感覺」。
兩天之後，杜邦副總理宣佈他已核發里德曼的委任書，呈送給諾格拉部長。杜邦又解釋道，由於里德曼是代表羅德西亞政府，而不是其國家元首伊莉莎白二世女王，因此不會呈遞國書。這位副總理也對北約就該次遣使案進行的討論表示不解，說羅德西亞遠在北約的責任地理區外。他亦指出委任書內賜予里德曼的頭銜是「授權外交代表」，而他之後將會領導駐葡「羅德西亞外交代表處」，其運作時的層級與羅德西亞駐南非辦事處相同。葡萄牙外交部隨即發布聲明糾正杜邦的用詞，說里德曼執掌的是「羅德西亞代表處」，沒提及外交地位。
9月21日，葡萄牙政府宣佈了令英國驚怒交加的消息，稱諾格拉外長已接受了里德曼的「介紹書」，給予其「羅德西亞代表處長」的職銜，有權就葡羅兩者間的事務與葡萄牙外交部交涉、不受英國介入。聲明接著指出，這是依循羅德西亞駐南非處長的先例。杜邦副總理則在當天傍晚公開告訴記者，替里德曼聲張大使地位的意圖從來都不存在，而羅德西亞也不斷讓英方對任命案的事發過程知情。他表示就他來看，羅德西亞政府已達成了實現駐葡外交代表處獨立的目標，並且在過程中完全沒有越權。英國強力抗議葡萄牙食言，葡萄牙則堅稱，其接納里德曼和駐葡代表處的舉措並未侵害英國對羅德西亞的職責，並且也因為葡羅間長久以來的聯繫，並共同涉入諸多非洲南部相關議題，而有其正當性。

### 羅德西亞展開秘密軍購
里德曼處長負有索爾茲伯里方面的指示，要盡其所能儘快用300萬英鎊購買歐洲武器、飛機和各類裝備。這時的羅德西亞政府已確信單方宣佈獨立將無可避免，並瞭解此後的物資採購會更加困難，因此希望讓羅德西亞保安部隊所需的彈藥、兵器、備用零件和其他裝備預先到位。里德曼抵葡不久後，便聯絡了里斯本軍火大亨若澤·佐約（José Zoio）、盧伊茲·佐約（Luiz Zoio）和熱昂·佐約（Jean Zoio）三兄弟，其曾違反北約對葡國海外屬地所下的供武禁令，負責補給英製武器給安哥拉的葡軍。佐約兄弟有興趣幫羅德西亞進貨武器，立刻同意持羅德西亞政府信用狀來代替里德曼跟第三方安排武器訂貨。
佐約兄弟佯裝其客戶為巴基斯坦政府，聯絡了英格蘭一位持照執業的軍火交易商——英國陸軍退役少校W·R·L·特普（W R L Turp），他隨即在原則上同意交易，並要了瑞士日內瓦一家銀行的信用狀和適用的最終用戶證明書。在此同時，里德曼麾下的駐葡代表處空軍武官約翰·馬塞爾中校（John Mussell）則前往比利時替羅德西亞皇家空軍坎培拉轟炸機所配的的109型亞文式噴射引擎購買點火管，也替比利時經英方授權生產的羅德西亞軍用霍克獵手戰鬥機採購引擎。

### 里德曼赴葡國電台演說（9月24日）
9月24日，里德曼於葡萄牙國家廣播電台露面，以「羅德西亞駐葡萄牙外交代表處處長」身分對葡萄牙國民演說。他使用了與6月30日史密斯總理國會演說相近的台詞，表示亞非兩洲「愚弄了大英國協」並讓中國開始的共產侵勢進入非洲。他說不只一個大英國協成員國境內存有黑人共產游擊隊的訓練設施，而這威脅了所有「在非洲的文明國家」。他將一人一票制斥為錯誤的「垃圾民主」，並表示非洲黑人統治的國家在當時的地緣政治氛圍下無法避免自滅，又保證「這是你們的羅德西亞鄰居絕不會允許的」「我們（葡萄牙和羅德西亞）因為文明之故，基於共同理由並肩而立」。
英國大使羅斯叱責葡萄牙外長諾格拉批准這次廣播，稱其內容陰險而煽動。諾格拉承認里德曼用字挑撥，但卻表示不能譴責葡萄牙，因其不對公共廣播實施審查。英國曾考慮召回羅斯以示抗議，但卻遭到英國外交部排除，理由是英國在單方獨立宣言發生時，承擔不起缺乏駐葡大使來影響葡方行動的風險。英國內閣秘書伯克·特倫德爵士否決了這種觀點，直指葡方關於里德曼的舉動顯示了該國「明顯已下定決心」要支持羅德西亞單方獨立。他總結道，英國大使也無法對此事施加影響，而採取強硬手段對付葡萄牙，比較能顧好英國利益。羅斯大使接著又以里德曼於廣播上自稱「羅德西亞外交代表處長」之舉向葡萄牙抗議；葡萄牙方面冷淡以對，回應說這只是里德曼的個人措辭，不是葡萄牙的責任。

## 後續發展

### 羅德西亞單方獨立
英國持續地堅決反對羅德西亞在葡設有獨立代表處，但此時他們能用來阻攔的措施已經所剩無幾。英大使羅斯名義上延長了休假期間，但沒有調職。史密斯總理決心不再等候巴譚里國協大臣履行10月訪羅的承諾，改而決定到倫敦親自會見威爾遜首相，安排於10月3日出發，翌日到達。當他準備動身時，英國仍在極力向國際傳遞反羅情緒，而倫敦更有不少民眾和輿論公開對史密斯表達同情和支持，使英羅雙方都感到意外。兩位閣揆的對談大體上寥無成果，而10月12日史密斯搭機返回時也僅達成極少的共識。
兩週之後，威爾遜飛到索爾茲伯里繼續會談，提議說或許可以廢止羅德西亞當局自1923年以來享有的若干自治權，來確保未來黑人在羅德西亞議會的代表權。羅德西亞一方對此前景十分反感，更成為了史密斯政府背上的最後一根稻草。羅德西亞內閣在當年11月11日簽署了單方獨立宣言，國際幾乎一致猛批。聯合國安全理事會隔天便通過216號決議，譴責此為「少數族裔所做的」非法宣言，呼籲所有成員國對其不予承認。

### 羅德西亞制裁突破過程中的葡萄牙角色

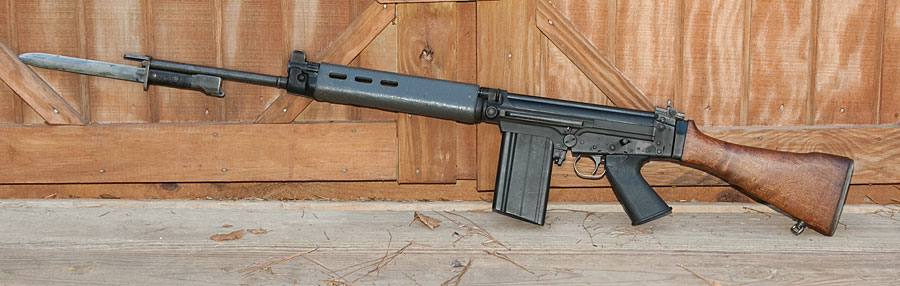
比利時製FN FAL戰鬥步槍為羅德西亞遭遇經濟制裁期間，透過葡屬莫三比克輸入的軍用物資，後於叢林戰爭中成為羅德西亞的主要小型兵器之一。

羅德西亞在6月著手籌備駐葡代表處時，就已將歐洲的據點作為因應英美武器禁運所亟需的突破口，而單方獨立宣言發表後，英國又在供武禁止令之外追加了更多報復手段。威爾遜首相在他的官員和顧問們鼓勵之下心存希望，認為這些打擊措施——尤其是油料禁運——能夠讓羅德西亞屈膝就範。羅德西亞最終採取反制手段避免了他所預期的經濟災難，而葡萄牙除了在制裁期間從旁相助外，還與南非一起拒絕參與聯合國對羅德西亞的禁運，使禁運行動後來證明無效。
威爾遜首相選擇經濟制裁為報復手段的因素包括軍事攻擊方案的困難。史密斯總理確信，英軍決不會對羅德西亞進行他口中所說的「同族相殘」，而這番話也得到英國國防部一場會議的證實——由威爾遜召集、國防大臣丹尼士·希利主導的這席會上列舉了數項後勤問題、誘發羅德西亞先發制人攻打尚比亞的風險，以及任何無疑會引發英羅部隊衝突的心理問題。威爾遜因此將一切賭注押在制裁上，1966年1月時還在大英國協會議上宣稱「不消幾個月，只要幾週」即可解決羅德西亞的情勢。然而在羅德西亞一案上宣稱中立的葡萄牙和南非，同樣都繼續以政府層級私下補給油料等關鍵資源給羅德西亞。葡萄牙提供了莫三比克首府洛倫索馬貴斯的煉油廠，該城和貝拉的港口更成為羅德西亞主要的石油來源渠道，威爾遜為了直接將之切斷，在1966年3月安排了名為「貝拉巡航」、由英國皇家海軍在莫三比克海峽部署分艦隊來執行的封鎖作業，並於一個月後得到安理會221號決議背書。這次巡航成效不彰，因其小到無法同時涵蓋貝拉港和洛倫索馬貴斯，而且當油輪進入葡萄牙水域後就無法開火攻擊，但它仍延續實施了將近10年。
經羅德西亞駐葡代表處接洽後投入軍購交易的葡商佐約兄弟，與英商特普進行的秘密買賣在初期堪稱進展順利，但卻於1966年3月告吹——當時特普發現自己的軍售對象可能是羅德西亞，而非巴基斯坦後，反應驚恐地通知英國政府。英國貿易委員會對武器販售加強管控，並鼓勵北約其他成員國的同行機構照辦，而佐約兄弟則將注意力轉向比利時、義大利和西德軍火商。1966年10月，大批的陸軍及空軍裝備從莫三比克的海港運抵羅德西亞，許多上則有宗主國葡萄牙的標誌。歐製兵器中一款顯要的軍武則是比利時來的FN FAL戰鬥步槍，讓羅德西亞的非官方秘密貿易代表團得以不受制裁影響運作。除軍用品貿易之外，羅德西亞與其他各國進行的秘密生意仍在持續，而葡萄牙在此也扮演協助者的角色，曾將賣不掉的羅德西亞菸草非法標籤為莫三比克菸草，然後代表羅德西亞將其銷售到歐亞兩洲。透過這類通商和一系列與此相似的突破行動，羅德西亞不僅抵銷了制裁的衝擊，還經葡萄牙和南非支援而變得更加自給自足。

### 羅葡合作終結，代表處裁撤
羅德西亞駐葡代表處從1960年代後期一直開放到1970年代早期，替保持著密切狀態的葡、羅兩方政府提供關鍵聯繫管道。當1970年羅德西亞改採共和憲法之後，葡萄牙屈於英國外交施壓而將其駐索爾茲伯里總領事若昂·德·弗雷塔斯·克盧茲（João de Freitas Cruz）召回，但羅德西亞駐葡辦事處仍繼續開張。1974年康乃馨革命爆發後，葡萄牙對非政策徹底改變。新的左派執政當局有別於堅守葡萄牙多大陸主義、投入鉅額在非洲屬地進行獨立運動打擊戰爭以維持疆土的專制前朝，立即展開了儘快撤出非洲的行動。莫三比克、安哥拉在葡萄牙與各屬地的民族主義游擊隊倉促談判後，均於1975年獨立為共產黨當政的國家。葡萄牙對羅德西亞的態度也因此改弦易轍，其政府在1975年4月下令關掉羅德西亞駐葡代表處，同時從羅德西亞撤走僅剩的駐員。羅德西亞駐葡萄牙辦事處於1975年5月1日正式閉館。

### 報刊
- Lord Brockway. . Tribune（英语：Tribune (magazine)） (London). 1965-10-01.
- Harris, P B.  (pdf). Parliamentary Affairs（英语：Parliamentary Affairs） (Oxford: Oxford University Press). 1969-09, 23: 72–80  [2011-10-18]. （原始内容存档 (PDF)于2016-02-04）.
- Mobley, Richard. . Naval War College Review（英语：Naval War College Review） (Newport, Rhode Island: Naval War College). Winter 2002, LV (1): 63–84. （原始内容存档于2014-09-14）.
- Lord St Brides. . International Security（英语：International Security） (Cambridge, Massachusetts: The MIT Press). 1980-04, 4 (4): 177–184. JSTOR 2626673. doi:10.2307/2626673.
- A.A.P.; Reuter. . The Sydney Morning Herald. 1964-10-28: 3.
- Reuter; Associated Press. . The Glasgow Herald（英语：The Glasgow Herald）. 1965-09-16: 9.
- Reuter (Salisbury). . The Glasgow Herald. 1965-09-22: 9.
- Reuter (Lisbon). . The Glasgow Herald. 1965-09-25: 7.
- Lisbon (AP). . St. Petersburg Times. 1970-04-27: 3–A.
- Associated Press. . The Glasgow Herald. 1975-05-01: 4.

### 線上資源
- Lord Brockway; Lord Taylor, , London: House of Lords, 1965-07-26  [2012-07-28], （原始内容存档于2016-03-26）
- United Nations Security Council, , New York, 1965-11-12  [2012-07-30], UN Document S/RES/216 (1965), （原始内容存档于2016-07-27）